# I mille (film)
I mille è un film muto italiano del 1912 diretto da Alberto Degli Abbati. È considerato uno dei primi lungometraggi dedicati alla figura di Giuseppe Garibaldi e alle sue imprese militari.

## Trama
Nel paesino siciliano di Misilmeri, Don Ruggero, un ricco possidente, scopre che suo figlio Corrado ha una relazione segreta con Rosalia, una pastorella del suo latifondo, da cui ha avuto un figlio. Corrado vorrebbe regolarizzare la situazione, ma viene respinto dal padre che li caccia entrambi.
Nella vicenda è presente anche la figura del capitano borbonico Altieri, il quale fa continue pressioni nei confronti di Rosalia. Frate Lorenzo, amico di Don Ruggero, dà asilo alla donna e prosegue il suo impegno contro i Borboni. Intanto cominciano ad arrivare notizie di Garibaldi: sta marciando su Palermo, così un gruppo di congiurati parte di nascosto per raggiungerlo alla Piana dei Greci.
Per far cedere Rosalia, il capitano Altieri rapisce suo figlio, e la attira in una casa isolata dove vorrebbe soddisfare le sue voglie sessuali. Il bambino, riconoscendo le grida della madre, riesce a farla salvare da Altieri. Rosalia, prima di lasciare la casa ruba un prezioso dispaccio che consegna una volta arrivata a Palermo.
Alla fine Don Ruggero, contento per il comportamento della ragazza, consente a costei di unirsi a Corrado, mentre su Palermo liberata dai Mille, sventola trionfante il tricolore.